# Antonio Vera Ramírez
Antonio Vera Ramírez (Barcelona, 2 de julho de 1934 – Barcelona, 29 de julho de 2024) era um prolífico escritor espanhol conhecido por seu pseudônimo Lou Carrigan, que usou para escrever romances de aventura, faroeste, espionagem e ficção científica. Ele é um típico representante do que é conhecido literatura pulp. Usou diversos pseudônimos incluindo Angelo Antonioni, Crowley Farber, Mortimer Cody, Lou Flanagan, Anthony Hamilton, Sol Harrison, Anthony Michaels, Anthony W. Rawer, Angela Windsor e Giselle. Seu irmão Francisco Vera Ramirez, também escreveu romances como Duncan M. Mortimer Cody e Cody. 
No Brasil, é conhecido pela série Brigitte Montfort (1965-1992) para a editora brasileira Monterrey, fundada pelos espanhóis Luis de Benito e Juan Fernandez Salmerón. Em 2000, Ramírez foi contactado por Juan Alberto Fernández Nunes, dono da editora, para criar romances de Giselle, a mãe de Brigitte, criada para o romance Giselle Montfort (1948) de David Nasser e que deu origem a série da filha, o autor terminou quatro romances em 2001, que não chegaram a ser publicados devido ao falecimento do proprietário.